# Гран-при Бельгии 1970 года
Гран-при Бельгии 1970 года — четвёртый этап чемпионата мира по автогонкам в классе Формула-1 сезона 1970 года. Автогонки прошли 7 июня на трассе Спа-Франкоршам.
Накануне этапа команда «Макларен» лишилась двух гонщиков: в конце мая Денни Халм попал в аварию в Индианаполисе, в которой получил сильные ожоги рук, а 2 июня в Гудвуде на испытаниях нового автомобиля для серии Кан-Ам погиб основатель команды Брюс Макларен. Первоначально планировалось заменить травмированного Халма на Питера Ревсона, но после гибели Макларена команда приняла решение отказаться от участия в Гран-при Бельгии. Частные команды, использовавшие шасси «Макларен», также не приехали в Бельгию.
Среди отсутствующих гонщиков также был гонщик «Тиррелла» Джонни Серво-Гавен, который заявил о прекращении карьеры автогонщика из-за проблем со зрением, вызванных старой травмой. Команда «Феррари» расширила свой состав до двух автомобилей: в помощь Жаки Иксу был взят Игнацио Джунти, выступавший за команду «Феррари» в чемпионате мира спортпрототипов. Первый ряд стартового поля заняли Стюарт, завоевавший второй поул подряд, Риндт и Эймон. На первых кругах гонки Стюарт и Эймон боролись за лидерство, но на шестом круге они уступили первую позицию Педро Родригесу, который в итоге одержал победу, ставшую 15-й для BRM, а для самого мексиканца — второй и последней в карьере.
В этой гонке последний раз этап чемпионата мира Формулы-1 в Спа проходил по перекрытым дорогам общего пользования. Крис Эймон показал лучший круг со средней скоростью 244,7 км/ч, что является непобитым рекордом для этапов Ф1 проводимых на дорогах общего пользования. Этот быстрый круг стал первым в истории для самого Криса и для машин March.

## Гонка
| Место | С  | №  | Гонщик            | Конструктор    | Ш | Круги | Время/причина схода | О |
| ----- | -- | -- | ----------------- | -------------- | - | ----- | ------------------- | - |
| 1     | 6  | 1  | Педро Родригес    | BRM            | D | 28    | 1:38:10,1           | 9 |
| 2     | 3  | 10 | Крис Эймон        | March-Ford     | F | 28    | +1,1                | 6 |
| 3     | 11 | 25 | Жан-Пьер Бельтуаз | Matra          | G | 28    | +1:43,7             | 4 |
| 4     | 8  | 28 | Игнацио Джунти    | Ferrari        | F | 28    | +2:38,5             | 3 |
| 5     | 7  | 19 | Рольф Штоммелен   | Brabham-Ford   | G | 28    | +3:31,8             | 2 |
| 6     | 17 | 26 | Анри Пескароло    | Matra          | G | 27    | Электрика           | 1 |
| 7     | 10 | 9  | Йо Зифферт        | March-Ford     | F | 26    | Давление топлива    |   |
| 8     | 4  | 27 | Жаки Икс          | Ferrari        | F | 26    | +2 круга            |   |
| НКЛ   | 9  | 14 | Ронни Петерсон    | March-Ford     | G | 20    | +8 кругов           |   |
| Сход  | 5  | 18 | Джек Брэбем       | Brabham-Ford   | G | 19    | Сцепление           |   |
| Сход  | 16 | 23 | Грэм Хилл         | Lotus-Ford     | F | 19    | Двигатель           |   |
| Сход  | 1  | 11 | Джеки Стюарт      | March-Ford     | D | 14    | Двигатель           |   |
| Сход  | 13 | 21 | Джон Майлз        | Lotus-Ford     | F | 13    | Коробка передач     |   |
| Сход  | 2  | 20 | Йохен Риндт       | Lotus-Ford     | F | 10    | Двигатель           |   |
| Сход  | 14 | 2  | Джеки Оливер      | BRM            | D | 7     | Двигатель           |   |
| Сход  | 12 | 7  | Пирс Каридж       | De Tomaso-Ford | D | 4     | Давление масла      |   |
| Сход  | 15 | 8  | Дерек Белл        | Brabham-Ford   | G | 1     | Коробка передач     |   |
| НКВ   |    | 22 | Алекс Солер-Роиг  | Lotus-Ford     | F |       |                     |   |

Круги лидирования:
- 1 Крис Эймон
- 2 Джеки Стюарт
- 3-4 Крис Эймон
- 5-28 Педро Родригес